# Sandreuth
Sandreuth is een plaats in de Duitse gemeente Neurenberg, deelstaat Beieren, en telt 492 inwoners (2005).